# Jan T. Bremer
Jan Teunis Bremer (Den Helder, 26 juli 1932 – aldaar, 30 september 2023) was een Nederlands geograaf, historicus, docent en publicist.

## Levensloop
Bremer was de zoon van Jan Renier Bremer (1909-1991). In zijn geboorteplaats Den Helder bezocht hij de lagere school en het Gemeentelijk Lyceum. Nadat hij zijn HBS-opleiding voltooid had, verliet hij in 1949 Den Helder en was hij enige jaren werkzaam in het bedrijfsleven, meer bepaald bij de Koninklijke Nederlandsche Gist- en Spiritusfabriek te Delft. Na het behalen van een onderwijsakte (Staatsexamen, 1952) en het vervullen van zijn dienstplicht, begon hij een loopbaan in het onderwijs. Aanvankelijk was hij werkzaam bij het lager onderwijs van zijn geboorteplaats. Na het verkrijgen van de middelbare akte aardrijkskunde in 1958 werkte hij als leraar en conrector aan het Christelijk Lyceum - nu Christelijke Scholengemeenschap Jan Arentsz - te Alkmaar. Door verdere avondstudie verkreeg hij ten slotte in 1963 zijn doctoraal sociale geografie. In 1968 werd hij rector aan het Johannes College te Den Helder en vervolgens (1975-1989) aan de Rijks Scholen Gemeenschap te Enkhuizen. Naast zijn rectoraat was hij van 1967 tot 1972 ook parttime docent in de didactiek der aardrijkskunde aan de Vrije Universiteit te Amsterdam.
Hij was jarenlang redacteur van het Tijdschrift van het Koninklijk Nederlands Aardrijkskundig Genootschap en bestuurslid van de Historische Vereniging Holland. Als historisch geograaf was hij ook vele jaren (tot zijn zeventigste) lid van de Provinciale Monumentencommissie in de Provincie Noord-Holland. Hij was ook voorzitter van de Vrienden van de Hondsbossche en van de Helderse Stichting Historische Grafmonumenten.

## Onderscheidingen
Voor zijn historische publicaties verkreeg Jan T. Bremer in 1999 de Zilveren Anjer van het Prins Bernhard Cultuurfonds. Voor zijn maatschappelijk werk als voorzitter van de plaatselijke muziekvereniging en van het bejaardentehuis te Wieringerwaard, voorzitter van de Molenstichting Wieringerwaard en kerkorganist in de Anna Paulownapolder, werd hij benoemd tot ridder in de Orde van Oranje-Nassau. Voorts ontving hij de geschiedenisprijs van het Westfries Genootschap. Op 27 april 2011 ontving hij uit handen van de Helderse burgemeester Schuiling een onderscheiding voor grote verdiensten voor de stad: de zilveren erepenning van de gemeente Den Helder.

## Publicist
Sedert 1967 publiceerde Jan T. Bremer artikelen en boeken op historisch en geografisch gebied, met name over de Kop van Noord-Holland. Een aantal boeken schreef hij in samenwerking met zijn vriend dr. Henk Schoorl. Na de dood van Schoorl bewerkte hij diens nagelaten manuscripten over de historisch-geografische ontwikkeling van de Waddeneilanden Texel, Vlieland en Terschelling. Dit resulteerde de vierdelige publicatie De Convexe Kustboog (Schoorl, Uitgeverij Pirola, 1999-2000), uitgegeven in samenwerking met dr Herman Lambooy.

## Lijst van gepubliceerde boeken
- De aarde vanuit de ruimte (uit het Duits bewerkt). Bussum, Unieboek, 1975.
- Rondom het Oude Veer. Fragmenten uit de geschiedenis van de Anna Paulownapolder. Schoorl, Uitgeverij Pirola, 1978, 136 blz.
- Wiringherlant (deel I). Hoofdstukken uit de geschiedenis van het land en volk van Wieringen. Schoorl, Uitgeverij Pirola, 1979, 184 blz. ISBN 90 6455 015 8
- Wiringherlant (deel II). Hoofdstukken uit de geschiedenis van het land en volk van Wieringen sedert het midden van de 19e eeuw tot de afsluiting van de Zuiderzee. Schoorl, Uitgeverij Pirola, 1980, 176 blz. ISBN 90 6455 020 4
- Drie eeuwen zoutharingvisserij (1550-1850) te Enkhuizen (Paludanusreeks no 3). Enkhuizen, Uitgeverij de Stolphoeve-pers, 1981, 30 blz. ISBN 90 6329 131 0
- 111 Jaar R.S.G. Enkhuizen (Paludanusreeks no 4), (medeauteur K. E. Koeman, tekeningen Th. Mulder) Uitgeverij Omnia Current, Enkhuizen, 1981, 24 blz.
- Volk aan het Marsdiep. Schetsen uit vier eeuwen Texel en Huisduinen - Den Helder (in samenwerking met Henk Schoorl). Schoorl, Uitgeverij Pirola, 1983, 120 blz. ISBN 90 6455 030 1
- “Roerigheid en Muiterij” bij de bedijking van de Zijpe (met inleiding van dr. Theun de Vries), Uitgeverij Omnia Current Enkhuizen, 1984, 28 blz. (deel 2 uit Zijper Historische Reeks)
- 1940 – ’45 Herinneringen van een Helderse schooljongen, Omnia Current, Enkhuizen, 1985,
- De Zijpe, bedijking en bewoning tot omstreeks 1800. Schoorl, Uitgeverij Pirola, 1985, 186 blz. ISBN 90 6455 037 9
- Een zwaar leven. Leven en werken in de Anna Paulownapolder omstreeks een eeuw geleden. Schoorl, Uitgeverij Pirola, 1986, 96 blz. ISBN 90 6455 044 1
- Varensgasten en ander volk. Vier eeuwen bedrijvigheid aan de kusten van Hollands Noorden (in samenwerking met Henk Schoorl). Schoorl, Uitgeverij Pirola, 1987, 160 blz. ISBN 90 6455 056 5
- De watersnood van 1916 in Anna Paulowna (in samenwerking met M.L. Wissekerke). Schoorl, Uitgeverij Pirola, 1988, 178 blz. ISBN 90 6455 073 5
- Herinneringen van een Helderse schooljongen. Schoorl, Uitgeverij Pirola, 1988, 160 blz. ISBN 90 6455 077 8
- Artykelbrief ende Instructie voor de molenaars van de Wieringer-Waert. Hoorn, Uitgeverij Koeman-Franke-Out, 1989, 31 blz. ISBN 90 5270 001 X
- Heren, Boeren en Knechten. Bedijking en bewoning van de Wieringerwaard, 1610-1810. Schoorl, Uitgeverij Pirola, 1989, 160 blz. ISBN 90 6455 100 6
- De Zijpe, deel II: 1813-1920. Schoorl, Uitgeverij Pirola, 1991, 214 blz. ISBN 90 900 4676 3
- Van Helder Buyrt tot Oud Den Helder (Helderse Historische Reeks, no 4). Schoorl, Uitgeverij Pirola, 1991, 128 blz. ISBN 90 6455 165 0
- Oorkonden in steen. 17e- en 18e-eeuwse grafzerken op de oude begraafplaats van Huisduinen/Den Helder (Helderse Historische Reeks, no 3). Schoorl, Uitgeverij Pirola, 1992, 128 blz. ISBN 90 6455 143 X
- Petten, dorp aan de dijk, vijf eeuwen (1413-1929) geschiedenis in vogelvlucht. (Elfde uitgave van de kring van ”Vrienden van de Hondsbossche”, 1993/1994). Edam, 1994, 56 blz.
- Wie nooit vlak aan ze gewoond heeft weet eigenlijk niet wat of waaien is. François Haverschmidt en Den Helder (in samenwerking met Peter Hovestad). 1994, 116 blz. ISBN 90 801626 2 0
- Honderdvijftig jaar Anna Paulowna (1845-1995). Schoorl, Uitgeverij Pirola, 1995, 196 blz. ISBN 90 6455 196 0
- De Pauwenstad in plaat. De polder Wieringerwaard op oude plaatjes (ca. 1910-1940). Schoorl, Uitgeverij Pirola, 1995, 96 blz. ISBN 90 6455 2002
- De dagen van olim. Helderse verhalen uit de periode 1870-1914. (Helderse Historische Reeks, no 7). Schoorl, Uitgeverij Pirola, 1996, 144 blz. ISBN 90 75950 01 2
- De Zijpe, deel III: 1920-1997. Schoorl, Uitgeverij Pirola, 1997, 296 blz. ISBN 90 6455 249 5
- Gedenkboek 75 jaar Woningstichting Den Helder (in samenwerking met P. Hovestad). Den Helder, 1997, 213 blz. ISBN 90 9011 079 8
- Ik mis U Helder, stad der steden (Olim 2). Helderse verhalen uit de periode 1914-1940 (Helderse Historische Reeks, no 8). Schoorl, Uitgeverij Pirola, 1997, 152 blz. ISBN 90 6455 237 1
- Roeiredders aan het Marsdiep 1824-1923. Schoorl, Uitgeverij Pirola, 1998, 198 blz. ISBN 90 6455 294 0
- Schoorl en de invasie van 1799. Schoorl, Uitgeverij Pirola, 1999, 95 blz. ISBN 90 6455 312 2
- Achter de dijk, herinneringen van een Helderse schooljongen aan de Tweede Wereldoorlog 1940-1945 (Helderse Historische Reeks, no 13). Schoorl, Uitgeverij Pirola, 2001, 240 blz. ISBN 90 6455 368 8
- De Polder in plaat. De Anna Paulownapolder 1845-2000 (in samenwerking met J. van de Vaart). Schoorl, Uitgeverij Pirola, 2001, 188 blz. ISBN 90 6455 361 0
- Wieringen, het wad en het water. Schoorl, Uitgeverij Pirola, 2003, 48 blz. ISBN 90 6455 422 6
- Vissers aan het Marsdiep (Helderse Historische Reeks, no 16). Schoorl, Uitgeverij Pirola, 2003, 272 blz. ISBN 90 6455 427 7
- Een eerlijk zeemansgraf. 19e- en 20e-eeuwse grafzerken van zeeredders op de oude begraafplaats van Huisduinen/Den Helder (in samenwerking met L.R. Deugd) (Helderse Historische Reeks, no 17). Schoorl, Uitgeverij Pirola, 2004, 168 blz. ISBN 90 6455 466 8
- 125 jaar ijsclub ’Jan Woudenberg’ Wieringerwaard. Schoorl, Uitgeverij Pirola, 2004, 148 blz. ISBN 90 6455 465 X
- Bijzondere mensen, bijzondere zerken op de Algemene begraafplaats van Huisduinen (in samenwerking met L.R. Deugd) (Helderse Historische Reeks, no 20). Schoorl, Uitgeverij Pirola, 2006, 194 blz. ISBN 90 6455 518 4
- De haven het Nieuwediep. Honderd Helderse Havenverhalen. Schoorl, Uitgeverij Pirola, 2006, 168 blz. ISBN 90 6455 519 2
- Hoe groen was het gras. Nieuwediep in de jaren vijftig. (Helderse Historische Reeks, no 22). Schoorl, Uitgeverij Pirola, 2007, 176 blz. ISBN 978 90 6455 565 7
- Helders Erfgoed. Honderdvijftig Helderse verhalen (Helderse Historische Reeks, no 23). Schoorl, Uitgeverij Pirola, 2008, 322 blz. ISBN 978 90 6455 600 5
- Wieringerwaard 1610-2010. Schoorl, Uitgeverij Pirola, 2010, 328 blz. ISBN 978 90 6455 626 5
- Ieder woelt hier om verandering.... Nieuwediep in de jaren zestig (Helderse Historische Reeks, no 24). Schoorl, Uitgeverij Pirola, 2010, 220 blz. ISBN ?
- Husidina. Geschiedenis van Huisduinen / Den Helder tot 1814 (Helderse Historische Reeks, no 26). Schoorl, Uitgeverij Pirola, 2014, 352 blz. ISBN 978 90 6455 761 3
- Uit beeld. Wat er in Den Helder aan erfgoed verdween (Helderse Historische Reeks, no 28). Schoorl, Uitgeverij Pirola, 2018, 240 blz. ISBN 978 90 6455 854 2
- Oorlogsherinneringen van een Helderse schooljongen. Crisis - oorlog - bevrijding. Met tekeningen van Henk Schoorl (Helderse Historische Reeks, no 29). Den Helder, Helderse Historische Vereniging / Schoorl, Uitgeverij Pirola, 2020, 64 blz. ISBN 978 90 6455 892 4
- Uit beeld. Wat er in Den Helder nog meer aan erfgoed is verdwenen (Helderse Historische Reeks, no 32). Schoorl, Uitgeverij Pirola, 2024, 220 blz.

- Gemeinsame Normdatei: 171989309
- International Standard Name Identifier: 0000 0000 2673 699X
- Nederlandse Thesaurus van Auteursnamen: 069537496
- Virtual International Authority File: 238273938